# 迪凱特 (密蘇里州)
迪凱特（英語：Decatur）是位於美國密蘇里州科爾縣的鬼鎮。

## 歷史
迪凱特的郵局於1875年設立，其後於1906年停運。

## 地理
迪凱特所處的海拔為高於海平面199米（即653英呎），而該地所採用的時區為UTC-6，即北美中部時區（CST）。同時該地設有夏令時間，為UTC-6調快一小時，即UTC-5（CDT）。